# Ханя (ном)
Ханя е ном в Гърция, част от остров Крит. Административният център на нома е едноименният град Ханя. Ном Ханя е с население от 144 259 души (2021) и обща площ от 2376 км². Граничи с ном Ретимно на изток и с Критско море на север.

## Личности
- Елевтериос Венизелос, гръцки политик